# Primera División (vrouwenvoetbal Uruguay)
De Primera División (ook wel: Divisional A) is sinds 1997 de hoogste vrouwenvoetbalafdeling in Uruguay, georganiseerd door de Uruguayaanse voetbalbond. De competitie telt sinds 2018 tien deelnemers. De succesvolste ploeg is Rampla Juniors FC met negen landstitels.

## Aantal landstitels
| Club                      | Titels | Winnaar in:                                          |
| ------------------------- | ------ | ---------------------------------------------------- |
| Rampla Juniors FC         | 9      | 1998, 1999, 2001, 2002, 2003, 2004, 2005, 2006, 2008 |
| Club Nacional de Football | 5      | 1997, 2000, 2010, 2011, 2020                         |
| Colón FC                  | 4      | 2013, 2014, 2015, 2016                               |
| CA Peñarol                | 3      | 2017, 2018, 2019                                     |
| CA River Plate            | 2      | 2007, 2009                                           |
| CA Cerro                  | 1      | 2012                                                 |
| Defensor Sporting Club    | 1      | 2021                                                 |

## Seizoenen eerste klasse
Club Nacional de Football heeft het vaakst deelgenomen aan de Primera División (20 keer), gevolgd door CA River Plate (17 keer) en Montevideo Wanderers FC (15 keer). In totaal hebben 35 ploegen minimaal één jaar in de Primera División gespeeld.

## Internationale kwalificatie
De kampioen plaatst zich voor de Copa Libertadores Femenina, die sinds 2009 wordt georganiseerd. In 2016 werd dat toernooi in Uruguay gespeeld en mocht Uruguay als gastland een tweede deelnemer afvaardigen. Tweemaal wist een Uruguayaanse deelnemer de halve finales te bereiken: Colón FC (2016) en Club Nacional de Football (2021) eindigden allebei op de vierde plaats.